# Magyar Örökség díjasok listája
A lista a Magyar Örökség díjasokat tartalmazza a díjazás éve szerint.

## 1995
- Neumann János
- Valahol Európában
- László Gyula
- Radványi Géza
- Papp László
- István, a király
- Tőkés László

## 1996
- Latinovits Zoltán
- Esterházy János
- Makovecz Imre
- Márton Áron
- Másfélmillió lépés Magyarországon
- Püski Sándor és felesége
- Balczó András
- Kodály Zoltán
- Sütő András
- Kovács Margit
- Teller Ede
- Aranycsapat
- Antall József
- Kondor Béla
- Duna Televízió
- Szőts István
- Egerszegi Krisztina
- Mansfeld Péter
- Szabó T. Attila
- Sinkovits Imre
- Budai Ilona
- Márai Sándor
- Jancsó Adrienne

## 1997
- Borsos Miklós
- Hamvas Béla
- Kemény Katalin
- Bay Zoltán
- Bethlen Gábor Alapítvány
- Kós Károly
- Fischer Annie
- Pap Gábor
- Balogh János
- Dávid Katalin
- Simándy József
- Trogmayer Ottó
- Tolnay Klári
- Farkas Ferenc
- Nemzeti Történeti Emlékpark
- Illyés Gyula
- Andorka Rudolf
- Magyar Nemzet
- Pethő Tibor
- Magyar Zoltán
- Kósa Ferenc
- Tízezer nap
- Sára Sándor
- Tempfli József
- Ravasz László
- Gyurkovics Tibor
- Karácsony Sándor
- Külföldi Magyar Cserkészszövetség
- Pilinszky János
- Szörényi Éva
- Scheiber Sándor
- Debreceni Református Kollégium Kántusa
- Tóth Sándor
- Bay Béla
- Tamási Áron
- Györffy György

## 1998
- Olasz Ferenc
- Sándor György
- Haynal Imre
- Szokolay Sándor
- Böröcz József
- Csíksomlyói katolikus közösség
- Weöres Sándor
- Csendes Zoltán
- Szabédi László
- Jókai Anna
- Melocco Miklós
- Bibó István
- Csillagszemű Gyermektáncegyüttes és a Timár házaspár
- Rajki Béla
- Kecskési Tollas Tibor
- Simonyi Károly
- Kárpáti Rudolf
- Nagy László
- Turczel Lajos
- Botka Valéria
- Csányi László
- Hites Kristóf
- Bálint Sándor
- Szent-Györgyi Albert
- Várkonyi Nándor
- Kányádi Sándor
- Melis György
- Erdélyi Zsuzsanna
- Egry József
- B. Farkas Tamás
- Kernács Gabriella

## 1999
- Kodolányi János
- Kőbán Rita
- Vargyas Lajos
- Újszászy Kálmán
- Rácz Aladár
- Kolozsvári Állami Magyar Színház
- Szigligeti Színház
- Bánffy György
- Pungor Ernő
- Szőkefalvi-Nagy Béla
- Sao Paolói Szent Gellért Apátság és Szent Imre Kollégium
- Perner Ferenc
- Tiszatáj
- Honvéd Együttes
- Deák Ferenc (labdarúgó, 1922)
- Szent Korona
- Csete György
- Csete Ildikó
- Gundel Károly
- Wass Albert
- Bárdos Lajos
- Vásáry Tamás
- Földi Imre
- Mindszenty József
- Berlász Jenő
- Kovács Béla
- Nagy Ferenc
- Varga Béla
- Halmos Béla
- Nomád Nemzedék
- Fodor András
- Szántó Tibor
- Pogány Frigyes

## 2000
- Csizmazia Darab József
- Áprily Lajos
- Jékely Zoltán
- Ordass Lajos
- Barcsay Jenő
- Duray Miklós
- Fekete István
- 100 Tagú Cigányzenekar
- Bangó Margit
- Szentágothai János
- Levendel László
- Mádl Ferenc
- Ferencsik János
- Gyenge Valéria
- Sinka István
- Bessenyei Ferenc
- Benda Kálmán
- Béres József
- Borbándi Gyula
- Szalatnai Rezső
- Muzsikás együttes
- Sebestyén Márta
- Budó Ágoston
- Csapody Vera
- Sík Sándor
- Durkó Zsolt
- Báthory Júlia
- Padisák Mihály
- Záborszky József
- Szent István Király Zenekar
- Kallós Zoltán
- Magyar árvízvédelem

## 2001
- Bartók Béla
- Szent István Társulat
- Illés György
- Timaffy László
- Radnóti Miklós
- Csonka János
- Teleki Pál
- Domokos Mátyás
- Kandó Kálmán
- Herendi Porcelánmanufaktúra Zrt.
- Lechner Ödön
- Lajtha László
- Böszörményi Géza
- Gyarmathy Lívia
- József Attila
- Kajak-kenu sportág
- Berecz András
- Benczúr Gyula
- Mensáros László
- Fővárosi Állat- és Növénykert
- Dohnányi Ernő
- Klebelsberg Kuno
- Fekete Gyula
- Fülöp Viktor
- Babits Mihály
- Fülep Lajos
- Szent Rókus Kórház
- Kárpátaljai Ferences Misszió
- Bánffy Miklós

## 2002
- Reményik Sándor
- Ádám Jenő
- Lauer Edith
- Kalmár László
- Johan Béla
- Hittrich Ödön
- Mikola Sándor
- Rátz László
- Renner János
- Gyarmati Dezső
- Domokos Pál Péter
- Illyés Kinga
- Beke György
- Andrásfalvy Bertalan
- Ady Endre
- Erdélyi Múzeum-Egyesület
- Mikó Imre
- Nagybányai művésztelep
- Békésy György
- Udvardi Erzsébet
- ELTE Bartók Béla Énekkara és Egyetemi Koncertzenekara
- Koltai Jenő[1]
- A magyar tanítóképzés két évszázados intézményrendszere
- Móricz Zsigmond
- Borzsák István
- Országos Széchényi Könyvtár
- Balázs Árpád
- Hajós Alfréd
- Batthyány-Strattmann László
- Böjte Csaba
- Dévai Magyarok Nagyasszonya Kollégium
- V. Majzik Mária
- Nyirő József

## 2003
- Korányi Sándor
- Török Erzsébet
- Zsivótzky Gyula
- Kosztolányi Dezső
- Lakitelki Népfőiskola
- Szervátiusz Jenő
- Szervátiusz Tibor
- Petrik Géza
- Apor Vilmos
- Papp Lajos
- Imreh István
- Moór Gyula
- Pais Dezső
- Kerkai Jenő
- Ferencz Éva
- Eötvös József Collegium
- Magyar Máltai Szeretetszolgálat
- Kozma Imre
- Karinthy Frigyes
- Rajeczky Benjamin
- Magyar Rádió
- Semmelweis Egyetem Testnevelési és Sporttudományi Kar
- Gaál István
- Magyary Zoltán
- Kerényi Károly
- Haáz család és a Szentegyházi Gyermekfilharmónia
- Maczkó Mária
- Pozsgay Imre
- A holokauszt és a kommunizmus magyarországi áldozatai
- Medgyessy Ferenc

## 2004
- Szőnyi István
- Lutheránia Énekegyüttes
- Kamp Salamon
- Kodály Zoltán Ének-Zenei Általános Iskola, Gimnázium és Zeneiskola
- Természet Világa
- Horváth János
- Illés Sándor
- Kárpáti György
- Wigner Jenő
- Házsongárdi temető
- Berszán Lajos
- Huszár Lajos
- Zsolnay porcelángyár
- Hevesi István
- Örkény István
- 1956-os vízilabda bajnokcsapat
- Jeney László
- Zielinski Szilárd
- Erdédy Vendel
- Szőnyi Erzsébet
- Keresztury Dezső
- Dudás Károly
- Szabó Dénes
- Cantemus Gyermekkórus
- Pro Musica Leánykar
- Bécsi Napló
- Pannonhalmi Főapátság
- Magyar Nyelvtudományi Társaság
- Gyapay Gábor
- Vekerdi László
- Andor Ilona
- Baróti Lajos

## 2005
- Sárospataki Református Kollégium
- Zsögödi Nagy Imre
- Váradi Péter Pál
- Borsa Gedeon
- Fülei-Szántó Endre
- Oloffson Placid
- Csik Ferenc
- Tardy János
- Báthory István Kollégium
- Muzslay István
- Magyar Állami Operaház
- Magyar Olimpiai Bizottság
- Csoóri Sándor
- Tihanyi apátság
- Sára Sándor
- Pécsi Kamarakórus
- Tillai Aurél
- Füvészkert (ELTE Botanikus Kert)
- Evangélium Színház
- Udvaros Béla
- Molnár Ferenc
- Szécsi Margit
- Gödöllői Iparművészeti és Képzőművészeti Művésztelep
- Amerikai Magyar Alapítvány
- Molnár Ágoston
- Nagy Ferenc
- Vörösmarthy Dániel
- Zenthe Ferenc
- Csángómagyar népi kultúra
- Kecskeméti Kodály Iskola
- Jakó Zsigmond Pál
- Fitz Jenő

## 2006
- Illyés Gyula Egy mondat a zsarnokságról című verse
- Kobzos Kiss Tamás
- Aba-Novák Vilmos
- Magyar Országos Levéltár
- Atzél Endre
- Gulyás György
- Debreceni Kodály Kórus
- Lámfalussy Sándor
- Brusznyai Árpád
- Genfi Magyar Könyvtár
- Kormorán együttes
- Élet és Tudomány
- Szabó Helga
- Degré Alajos
- Sík Ferenc
- Kodály Zoltán Magyar Kórusiskola
- Nagy Imre és a forradalom hőseinek áldozata
- Nagy Gáspár
- Magyar Írószövetség
- 1956-os forradalom és szabadságharc
- Raksányi Gellért
- Bécsi Európa Klub
- Irányi Béla
- Ratkó József
- Budavári Mátyás-templom ének- és zenekara
- Tardy László
- Halassy Olivér
- Angster család
- Lónyay utcai Református Gimnázium és Kollégium
- Bakay Szilárd

## 2007
- Grétsy László
- Kóka Rozália
- Marek József
- Rédei László
- Szatmári Irgalmas Nővérek
- Zeneakadémia
- Lichtenberger György
- Sopron hűsége
- Magyar Iparművészet
- Debreceni Nyári Egyetem
- Besenyei Péter
- Kubik Anna
- Kolozsvári Református Kollégium
- Jancsó Miklós
- Dsida Jenő
- Magyar Huszár
- Járai Zsigmond
- Toldy Ferenc Gimnázium
- Buday György
- Békéstarhosi Zeneiskola
- Bakay Kornél
- Nagycsaládosok Országos Egyesülete
- Kiss Stúdió Színház
- Szerb Antal
- Röpülj Páva mozgalom
- Vass Lajos
- Csiha Kálmán
- Piarista rend
- Szeleczky Zita

## 2008
- Márk Gergely
- Juhász Ferenc
- Vértesaljai Antalné
- Magyar Nemzeti Múzeum Rákóczi Múzeuma, Sárospatak
- Jósvainé Dankó Katalin
- Nádasdy Alapítvány
- Nádasdy Ferenc
- Tandori Károly
- Hóman Bálint-Szekfű Gyula: Magyar történet
- Vajda Lajos
- Mészöly Dezső
- Magyar Élet (ausztráliai újság)
- Csapó Endre
- Tungsram Kodály Zoltán Férfikara
- Teres Ágoston
- Frideczky János
- Pozsonyi Casino
- Bari Istvánné
- Schultheisz Emil
- Kemény János
- Ghymes együttes
- Nemes Nagy Ágnes
- Szentendrei művésztelep
- Szarka György
- Rónay György
- Hadtörténeti Múzeum
- Herencsár Viktória
- Koch Sándor
- Beszélni Nehéz
- Cs. Szabó László
- Pálos rend
- Esztergályos Jenő
- Apáczai Kiadó

## 2009
- Angelica leánykar
- Képző- és Iparművészeti Szakközépiskola
- Hunyadi László
- Rubik Ernő
- Rubik Ernő
- Seregélyes Tibor
- Regőczi István
- Benedek Elek
- Szabó Lőrinc
- Csontváry Kosztka Tivadar
- Czigány György
- 1919-es dunapataji felkelés
- Nyisztor Ilona
- Ünnepi könyvhét
- Miskolczy Dezső
- Fábry Zoltán
- Döbrentey Ildikó
- Levente Péter
- Balassagyarmati felkelés
- Bánszky Pál
- Csík zenekar
- Gérecz Attila
- Balázs János
- Sántha Kálmán
- Prohászka Ottokár
- Kassai Thália Színház
- Györfi Sándor
- Győrfi Lajos
- Cseh Tamás
- Bozay Attila
- Kemény Bertalan

## 2010
- Csermely Péter
- Demeter Béla
- Sapszon Ferenc
- Riesz Frigyes
- Hajdu Ráfis János
- Bakos Mária
- Kopp Mária
- Skrabski Árpád
- A nemzetközi űrkutatásban való magyar részvétel
- Hangya Szövetkezet
- Erkel Ferenc
- Budapesti Filharmóniai Társaság Zenekara
- Kárpát-medencei magyar középiskolák
- Hegyi-Füstös István
- Hódmezővásárhely
- Kligl Sándor
- Burg Kastl Magyar Gimnázium (1958-2006)
- Hajdó István
- Barabás Miklós Céh
- Korniss Péter
- Kiss András
- Kilyén Ilka
- Erdélyi magyar protestáns lelkészképzés
- Erdélyi Magyar Közművelődési Egyesület
- Gábor Dénes
- Tóth Ilona
- Vincze és Fiai Papírmerítő Műhely
- Császár Angela
- Halzl József
- Bedő György
- Kairosz könyvkiadó
- Ruttkai Éva

## 2011
- Vikár család
- Molnár Tamás
- Szabó Ferenc
- Rostás Árpád
- Auguszt család
- A. Tóth Sándor
- Batta György
- János Zsigmond Unitárius Kollégium
- Nagy Zoltán
- Szék
- Triznya Mátyás
- Szőnyi Zsuzsa
- Kass János
- Mécs László
- Veszprémi Liszt Ferenc Kórustársaság
- Kelemen Lajos
- Budapesti Kórus
- Magyaródy Szabolcs
- Hauszmann Alajos
- Rieger Tibor
- Ablonczy László
- Rátai Dániel
- Leonar3Do
- Mikulás Ferenc
- Kecskeméti Rajzfilmstúdió
- Pápai Református Kollégium
- Szíjártó István
- Balaton Akadémia
- Schulek Ágoston
- Schulek Edith
- Csókos Varga Györgyi
- Etyeki Műhely
- A magyar katonai térképészet történelmi jelentőségű teljesítménye

## 2012
- Gulyás Gyula
- Gulyás János
- Középiskolai Matematikai és Fizikai Lapok
- Magyar Baráti Közösség
- Teleki Téka
- Tormay Cécile
- Napkelet
- Veres Péter
- Bálint Márta
- Szabó Zoltán
- Molnár V. József
- Ciszterci Diákszövetség
- Martonvásári Óvodamúzeum
- Ferenczy család
- Hitel
- Lukács János
- Kaán Károly
- Baross László
- Hetényi Varga Károly
- Venczel József
- Fővárosi Énekkar
- Hazajáró honismereti televíziós műsor szellemisége
- Somogyváry Gyula
- Györffy István
- Czine Mihály
- Böszörményi Gergely
- Kassai Lajos
- Magyar Földrajzi Múzeum
- Zelnik József

## 2013
- Ozsvári Csaba
- Oláh család
- Forrai Sándor
- Debreceni Református Kollégium
- Második magyar hadsereg
- Martin György
- Honvéd Férfikar
- Jelenczki István
- Entz Géza
- Görömbei András
- Győri ETO férfi kézilabdacsapata
- Győri ETO női kézilabdacsapata
- Juhász László
- Pető Intézet
- Várdy Béla
- Várdy Huszár Ágnes
- Magyar Védőnői Szolgálat
- Bakos Gáspár
- Wagner Nándor
- Eősze László
- B. Kovács István
- Erdélyi Kárpát-egyesület
- Macalik Ernő
- Évezredes népi gyógyászatunk
- Rejtő Jenő
- Palkovits Miklós
- Jankovics Marcell
- Haszmann Pál Múzeum
- Fasori református gyülekezet
- Budai Fonó Zeneház
- Szelényi Károly

## 2014
- Csonka Ferenc
- Huszárik Zoltán
- Kaláka
- Kalász Márton
- Kispálné dr. Lucza Ilona
- Takaró Mihály
- Kunkovács László
- Jónyer István
- Hamerli család
- Matuska Márton
- Popovics Béla
- Losonczi Áron
- Faragó Laura
- Gazda József
- Debreceni Hajdú Táncegyüttes
- Bókay-klinika
- Fülöp G. Dénes
- Fülöpné Suba Ilona
- Somogyi Győző
- Gulyás Dénes
- Kaszás Attila
- Szent Efrém Férfikar
- Kuklay Antal
- Telenkó Miklós
- Alsó- és Felsőőri Színjátszó Csoport
- Magyar tüdőgondozói hálózat
- Százados úti művésztelep
- Pósa Lajos
- Szíjjártó Jenő
- Pál István „Szalonna” és bandája

## 2015
- Bálint Tibor
- Cseh László
- Jáki Sándor Teodóz
- Koncsol László
- Marosszéki Kodály Zoltán Gyermekkar
- Csapodi Csaba és Csapodiné Gárdonyi Klára
- Tolcsvay László
- Halász Judit
- Vasárnapi Iskola Alapítvány
- Nemeshegyi Péter
- Mezőtúri Református Kollégium
- Apponyi Albert
- Kovács Gyula gyümölcsnemesítő Tündérkertje
- Kű Lajos
- A lengyel és magyar nép történelmi barátsága
- Balogh Kálmán és Lukács Miklós
- Csók István
- Buda Ferenc
- A magyar autóbusztervezés és -gyártás
- Daczó Lukács Árpád
- É. Kovács László
- Páskándi Géza

## 2016
- Albert Gábor és Albert Zsuzsa
- Bálint Ágnes
- Cziffra György (zongoraművész)
- Csonkaréti Károly
- Csukás István
- Deáky András
- Domonkos Béla
- Egymásért Alapítvány
- Galamb József
- Gárdonyi Zoltán
- Gárdonyi Zsolt
- Grezsa Ferenc
- Határok nélkül
- Jánosi Antal
- Kassai Magyar Ipariskola
- Kő Pál
- Kubinyi Anna
- Lukácsi Huba
- A Magyar Máltai Szeretetszolgálat Jelenlét Programja
- Misztrál együttes
- Vácrátóti Nemzeti Botanikus Kert
- Páll család
- Petrás Mária
- Ritoók Zsigmond
- Szvetnik Joachim
- Vasas Művészegyüttes
- Zétényi Zsolt
- Zoltánfy István

## 2017
- Beke József
- Bogdán József
- Dévény Anna
- Fa Nándor
- Fasang család
- Gyóni Géza
- Hubay Jenő
- Juhász Zoltán
- Kalotaszeg református templomépítészete
- Királyfiakarcsai Petőfi Baráti Társulás
- Legszebb konyhakertek program
- magyar állatorvosképzés
- Márton Árpád
- Molnár Levente
- MTA Balatoni Limnológiai Kutatóintézet
- Orosz Ildikó
- Országos Széchényi Könyvtár
- Péreli Zsuzsa
- Sajdik Ferenc
- Sárközi György
- Sárközi Márta
- Sárközi Mátyás
- Selye János Gimnázium
- Szekeres Erzsébet
- szolnoki művésztelep
- Szöllősi Antal
- Törley Mária
- Varga Csaba

## 2018
- Ágh István[2]
- Aknay János
- Cédrus Táncegyüttes
- Egyetemi Könyvtár
- Herczegh Géza
- Óbudai Danubia Zenekar
- Ulman István
- Móra Ferenc
- Ludovika Akadémia
- Pálos Frigyes
- Gergely Ferenc
- B. Kovács Géza
- Nádasdy iskola
- Illyés Géza
- Vajdasági Tanyaszínház
- Tisza István
- Kolár Péter
- Lőrinc Celesztin
- Magyarok kenyere
- Pogány Erzsébet
- Szélkiáltó együttes
- Kamuti Jenő
- Matl Péter
- Országos Tudományos Diákköri Konferencia
- Takács András
- Kátai Zoltán
- Veres-Kovács Attila
- Kozák Danuta

## 2019
- Bethesda Gyermekkórház
- Sztehlo Gábor
- Németh Antal
- Székely Nemzeti Múzeum
- Ilia Mihály
- M. Katanics Márta
- Pásztor Béla
- Hámos László
- Szvorák Katalin
- Kaiser Ottó
- Szentendrei Skanzen
- Nyolc katolikus gimnázium
- Vujicsics együttes
- Marosvásárhelyi Líceum
- Veres Pálné Gimnázium
- Kárpátaljai Magyar Kulturális Szövetség
- Fiumei úti sírkert és nemzeti emlékhely
- Vidnyánszky Attila
- Féja Géza
- Snétberger Ferenc és Snétberger Zenei Tehetség Központ
- Eötvös Loránd
- Szőttes Kamara Néptáncegyüttes
- Magyar Egyetemi-Főiskolai Sportszövetség
- Magyar Néprajzi Társaság
- Roska Tamás és Roska Botond
- Hódi házaspár
- Czencz József
- Bari Károly

## 2021
- Abrudbánya
- Fayköd Mária
- Magyar festészet napja
- Magyar Természettudományi Társulat
- Gárdonyi Géza
- Gállné Gróh Ilona
- Monteverdi Gróh Ilona
- Kövesdi Károly
- Somogyi Endre
- Novotny Antal
- Jánosi Zoltán
- Pál Ferenc

## 2022
- Kalocsa gyűjteményei
- Barsi Balázs
- Debreczeni Tibor
- Rózsa Péter
- Európai Protestáns Magyar Szabadegyetem
- Öveges József
- Hampel Katalin
- Balassa Zoltán
- Déli Zoltán
- Íjgyártó Gabriella
- Jászság Népi Együttes
- Déli harangszó
- Krulik Zoltán és a Makám együttes
- Vizsolyi református egyházközség szolgálata és a Vizsolyi Biblia
- Keszi Kovács László
- Csillagocska alapítvány
- Mányi István
- Mács József
- Prokopp Mária
- Kolozsvári Magyar Opera
- Trianoni Szemle
- Bagdy Emőke
- Bíró Zoltán
- Klebelsberg-kastély
- Botár István
- Huszár László
- Lovász Irén
- Professzorok Batthyány Köre

## 2023
- Tőzsér Árpád
- Bethlen István
- Kocsis Zoltán
- Tamás Menyhért
- Réti József
- Döbrentei Kornél
- Szigetvári várbarátkör
- Brenner János
- Magyar Történelmi Társulat
- Sebő Ferenc
- Gyergyószárhegyi Művésztelep
- Szalai Béla
- Kálnoky Tibor gróf
- Hegedűs Loránt
- Magyar történelmi zászlósor
- Apagyi Mária és Lantos Ferenc
- Gyulafehérvári Szent Mihály Római Katolikus Székesegyház
- Eperjes Károly
- Magyar Állami Népi Együttes
- Szerelmes Földrajz
- Téka együttes
- Magyar Nemzeti Levéltár
- Kárpátalja Megyei Magyar Drámai Színház
- Reformátusok Szárszói Konferenciája szellemi öröksége[3][4]
- L. Kecskés András
- magyar kardvívó sport
- Kassai Kazinczy napok
- Kató Béla

## 2024
- A szent korona őrzésének intézményei
- Máriapócs Nemzeti Kegyhely
- Codex régizene együttes
- Bodó Imre
- Mártha Mihály Tibor
- Pécsi L. Dániel
- Józsa Judit
- Juhász István
- Szamosújvári Téka Alapítvány
- Eszterházy Károly Katolikus Egyetem
- Koltai Lajos
- Szabados György
- Az 1952-es Helsinki olimpiai csapat
- Halasi csipke
- Dobszay László
- Csorba László
- Óbudai Népzenei Iskola
- Kiss Árpád
- Kubassek János
- Tolcsvay Béla
- Petényi Katalin
- Gyöngyössy Imre
- Kabay Barna
- Káli medence Környezetvédelmi Társaság
- Wittner Mária
- Navratil Andrea
- Szekernyés János
- Izsák Imre
- Országgyűlési Könyvtár

## Kapcsolódó kategória
- Magyar Örökség díjasok